# 意大利国家核物理研究所
意大利国家核物理研究所（意大利语：Istituto nazionale di fisica nucleare，缩写为INFN），是意大利的一个研究机构，促进、协调和开展核物理、亚核物理、宇宙粒子物理和基本相互作用的科学研究，以及在这些领域进行必要的技术发展。
该机构通过四个国家实验室、二十个大学部门、九个附属团体和三个国家中心进行研究活动，与国际合作和交流领域的许多其他机构密切合作。

## 历史
INFN成立于1951年8月8日，由意大利国家研究委员会主席的法令，由罗马大学, 帕多瓦大学, 都灵大学和米兰大学的研究小组组成，旨在继续和发展20世纪30年代由恩里科·费米及其学派开始的核物理理论和实验研究传统。
在1950年代后期，INFN设计并建造了意大利第一台电子加速器，即在弗拉斯卡蒂建立的电子同步加速器，该地也成为了该机构的第一个国家实验室，于1954年开始运营。同时，INFN开始参与欧洲核子研究中心（CERN）位于日内瓦的研究活动，共同建造和使用越来越强大的加速器设施。INFN于1967年通过部长法令进行了重组和正式立法。
多年来，弗拉斯卡蒂实验室之外，还建立了莱尼亚罗国家实验室（1960年）、西西里国家南部实验室（1976年）和大萨索国家实验室（1985年）。此外，在2012年，INFN还促成了第一所与该机构相关的高等研究院的成立，即大萨索科学研究所（GSSI），位于拉奎拉，自2013年开始运营，并于2016年成为独立机构。

## 描述

### 活动
国家核物理研究所的活动分为五个方面，每个方面都有自己的国家科学委员会：粒子物理、 天体粒子物理、 核物理、 理论物理、 和技术性的交叉学科研究。 该活动将被内部评估—由工作组评估（GLV），于2000年建立并由五个子组组成，每个研究领域一个—和外部评估—由国际评估委员会（CVI），于1997年建立并由七位来自不同国家的专家组成—共同完成了年度报告和三年计划，提交给Ministero dell'istruzione, dell'università e della ricerca。

### 结构
国家核物理研究所的活动主要基于两种结构：国家实验室和学术机构。其中，四个国家实验室分别位于全国各地，而十六个学术机构则与大学合作。 该组织的大部分研究活动也在国外进行，主要在国际研究中心进行，包括CERN（位于日内瓦）、DESY（位于汉堡）、Fermilab（位于美国巴特瑞克）和Argonne National Laboratory（位于美国芝加哥）。

#### 国家实验室

Vista aerea dei laboratori nazionali di Frascati.

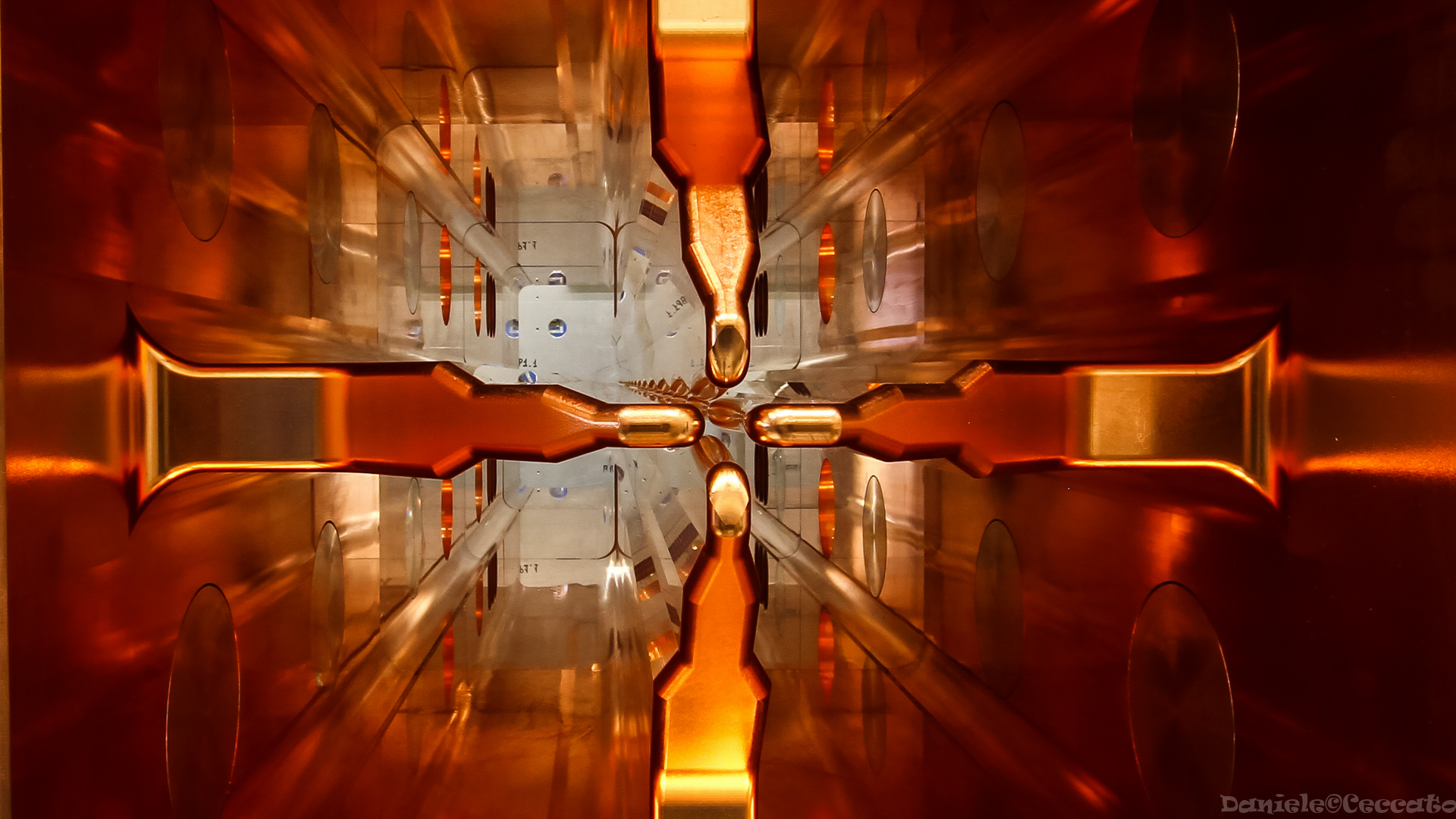
Cavità risonante nei laboratori nazionali di Legnaro.

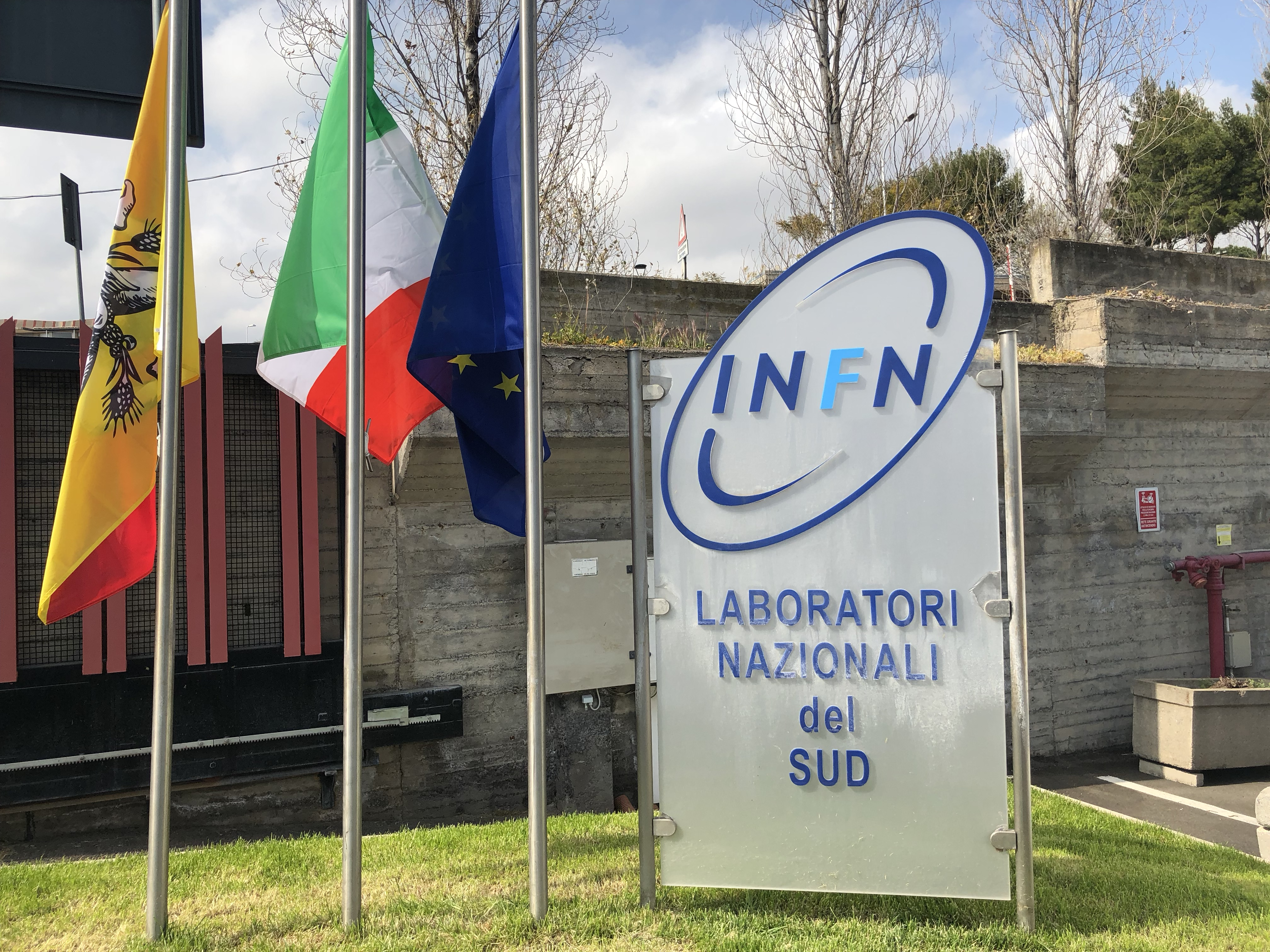
I laboratori nazionali del Sud.

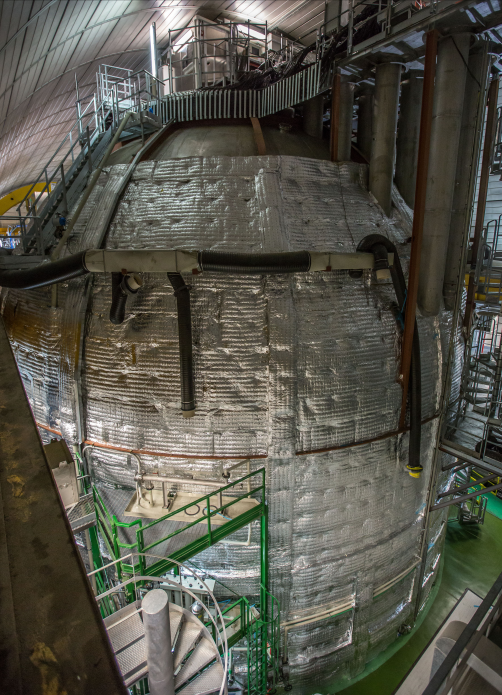
Il rilevatore per neutrini Borexino nei laboratori nazionali del Gran Sasso.

国家实验室是国家核物理研究所的重要支持机构之一，其中最大和最古老的实验室是弗拉斯卡蒂国家实验室（LNF），位于意大利罗马省弗拉斯卡蒂，于1954年建立，于1957年开始运营。LNF实验室曾经是欧洲唯一的电子-正电子碰撞器，直到Large Hadron Collider（LHC）的开通，它仍然是世界上最大的电子-正电子碰撞器之一。 国家实验室的另一个重要实验室是laboratori nazionali del Gran Sasso（LNGS），位于意大利拉斯穆西省卡尔干山，于1985年建立，于1987年开始运营。LNGS实验室的设施位于地下，因此可以实现“无声的宇宙”，即在没有宇宙射线的情况下进行研究。这些实验室被认为是世界上最重要的地下研究中心之一。